# Baka, Slovacia
Baka este o comună slovacă, aflată în districtul Dunajská Streda din regiunea Trnava. Localitatea se află la altitudinea de 115 m deasupra n.m., se întinde pe o suprafață de 19,99 km2 și în 2017 număra 1.096 de locuitori.

## Istoric
Localitatea Baka este atestată documentar din 1264.

## Demografie
| An:                | 1994 | 2004   | 2014   | 2024   |
| ------------------ | ---- | ------ | ------ | ------ |
| Număr de persoane: | 1118 | 1120   | 1105   | 1130   |
| Diferență:         |      | +0,17% | −1,33% | +2,26% |

| An:                | 2023 | 2024   |
| ------------------ | ---- | ------ |
| Număr de persoane: | 1136 | 1130   |
| Diferență:         |      | −0,52% |